# Colactis quadrata
Colactis quadrata är en mångfotingart som beskrevs av Loomis 1937. Colactis quadrata ingår i släktet Colactis och familjen Schizopetalidae. Inga underarter finns listade i Catalogue of Life.